# Adonisea pauxillus
Adonisea pauxillus är en fjärilsart som beskrevs av Augustus Radcliffe Grote 1873. Adonisea pauxillus ingår i släktet Adonisea och familjen nattflyn. Inga underarter finns listade i Catalogue of Life.